# Rascal (videohra)
Rascal [ˈrɑːskl Amer ˈræskl]IPA je 3D plošinová videohra, vyvinutá lidmi z Traveller's Tales a roku 1998 vydaná korporací Psygnosis pro konzoli PlayStation. Japonští hráči si na titul, nazvaný Bubble Gun Kid, počkali do 18. března 1999, kdy byl péčí společnosti Takara vydán port hry.

## Hratelnost
Hráč ovládá postavu chlapce-nezbedy; ten, vyzbrojen bublinopalem (anglicky bubble gun) za účelem záchrany svého otce cestuje časem pěti světy – navštíví středověký hrad Hackalott, aztécký chrám Čičimek, podmořskou Atlantidu, pirátskou loď Jolly Raider a Dodgy City (město na Divokém západě). Ve hře nechybí tajná laboratoř, šílený vědec, tajemné dimenze, pohádkové světy, teleporty apod.

## Přijetí
Recenze se o této hře rozepisovaly veskrze nepříznivě; hra obdržela 49% na agregačním webu GameRankings, a to na základě pětice recenzí.